# Silvalen
Silvalen is een plaats in de Noorse gemeente Herøy, provincie Nordland. Silvalen telt 665 inwoners (2007) en heeft een oppervlakte van 0,96 km².